# Damengalerie

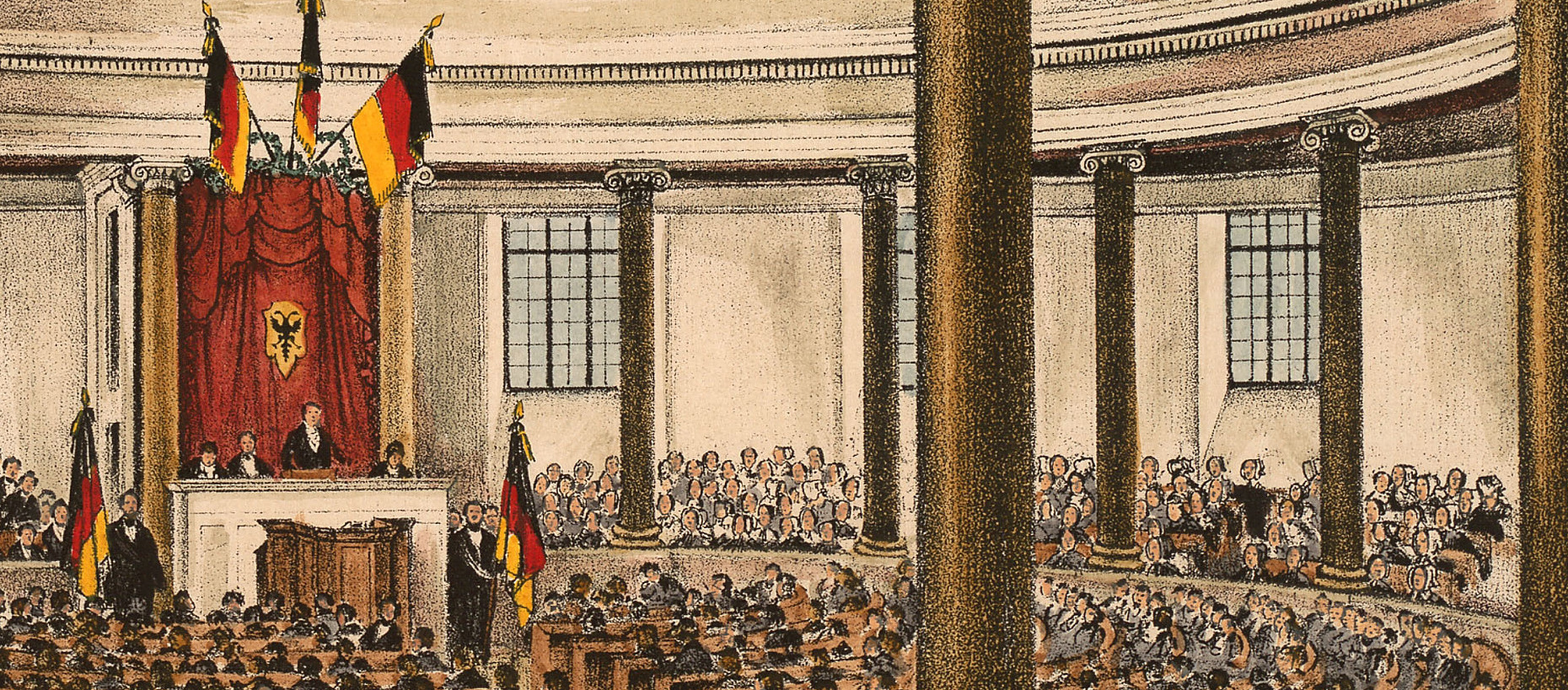
Frankfurter Nationalversammlung in der Paulskirche mit Blick auf die Damengalerie rechts

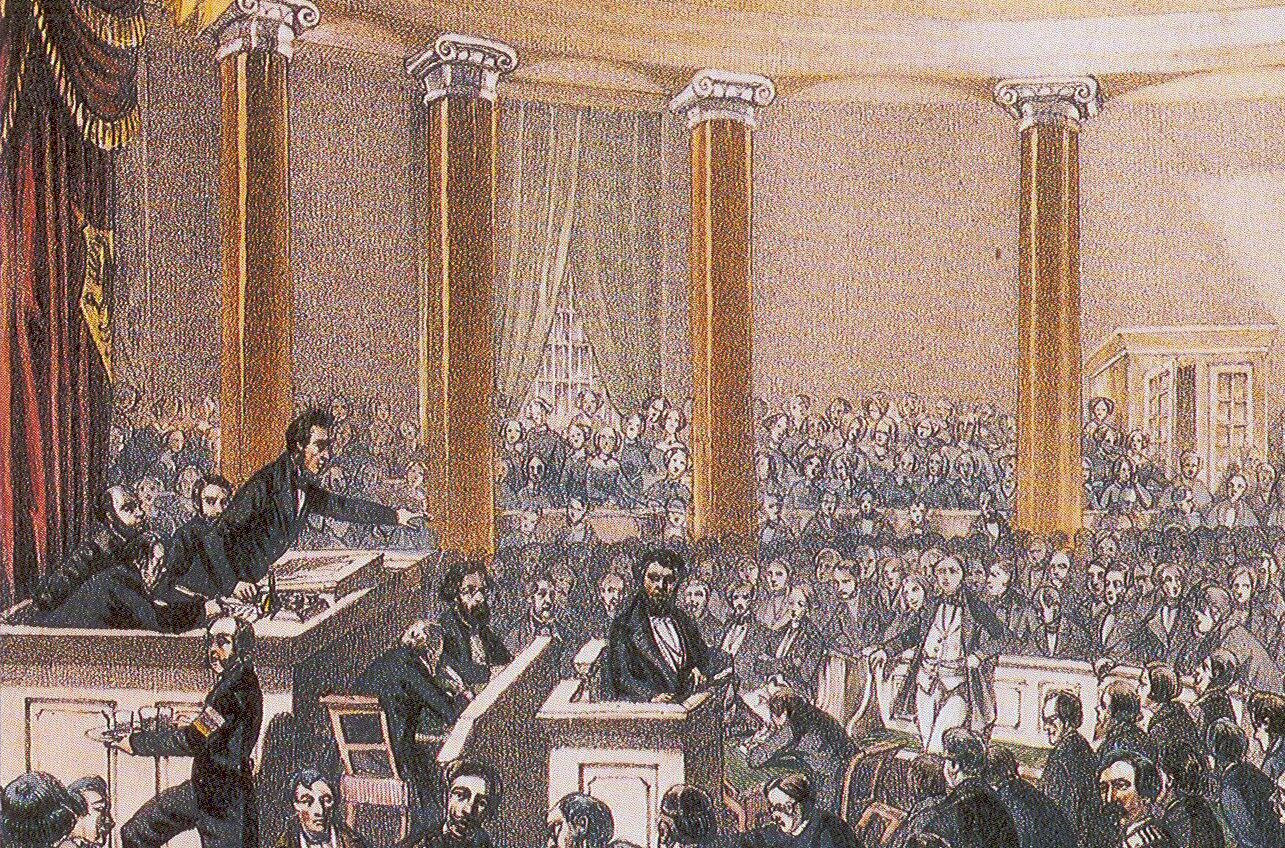
Frankfurter Nationalversammlung mit Blick auf die Damengalerie im Hintergrund

Die Damengalerie oder Damenloge der Frankfurter Nationalversammlung von 1848/49 waren 200 Plätze im Erdgeschoss der Rotunde der Paulskirche, die Frauen vorbehalten waren. Für den Zugang benötigten sie eine Eintrittskarte. Darin unterschieden sie sich von den Plätzen auf den Rängen und zeitweilig neben dem Germania-Gemälde, die allen Geschlechtern offen standen. 
Frauen waren ab 1820 in einigen deutschen Landesparlamenten als Publikum zugelassen, aber nicht in der beratenden Versammlung vor der Wahl der Nationalversammlung (Vorparlament genannt). Die Abgeordneten der Nationalversammlung erlaubten Frauen den Zugang als Zuschauerinnen, da sie einen Teil der Nation repräsentierten. Doch ein weitergehendes politisches Engagement wurde den Frauen nicht zugestanden.
Die Damengalerie war bei fast allen Sitzungen des Parlaments überfüllt, auch die Plätze auf den Rängen wurden rege genutzt. Vor allem Frauen aus dem Frankfurter Bürgertum, aus dem künstlerischen Bereich sowie Ehefrauen und Töchter der Abgeordneten nutzten die Möglichkeit, bei den Verhandlungen dabei zu sein. 
Die hinterlassenen Ego-Dokumente belegen das politische Interesse der Zuschauerinnen. Dagegen wird in zeitgenössischen Veröffentlichungen ein anderes Bild von den Zuschauerinnen gezeichnet: Karikaturen zeigen sie vor allem als neugierige Frauen, die es auf erotische Abenteuer anlegen und sich nur für Äußerlichkeiten der Abgeordneten interessieren.

## Vorgeschichte

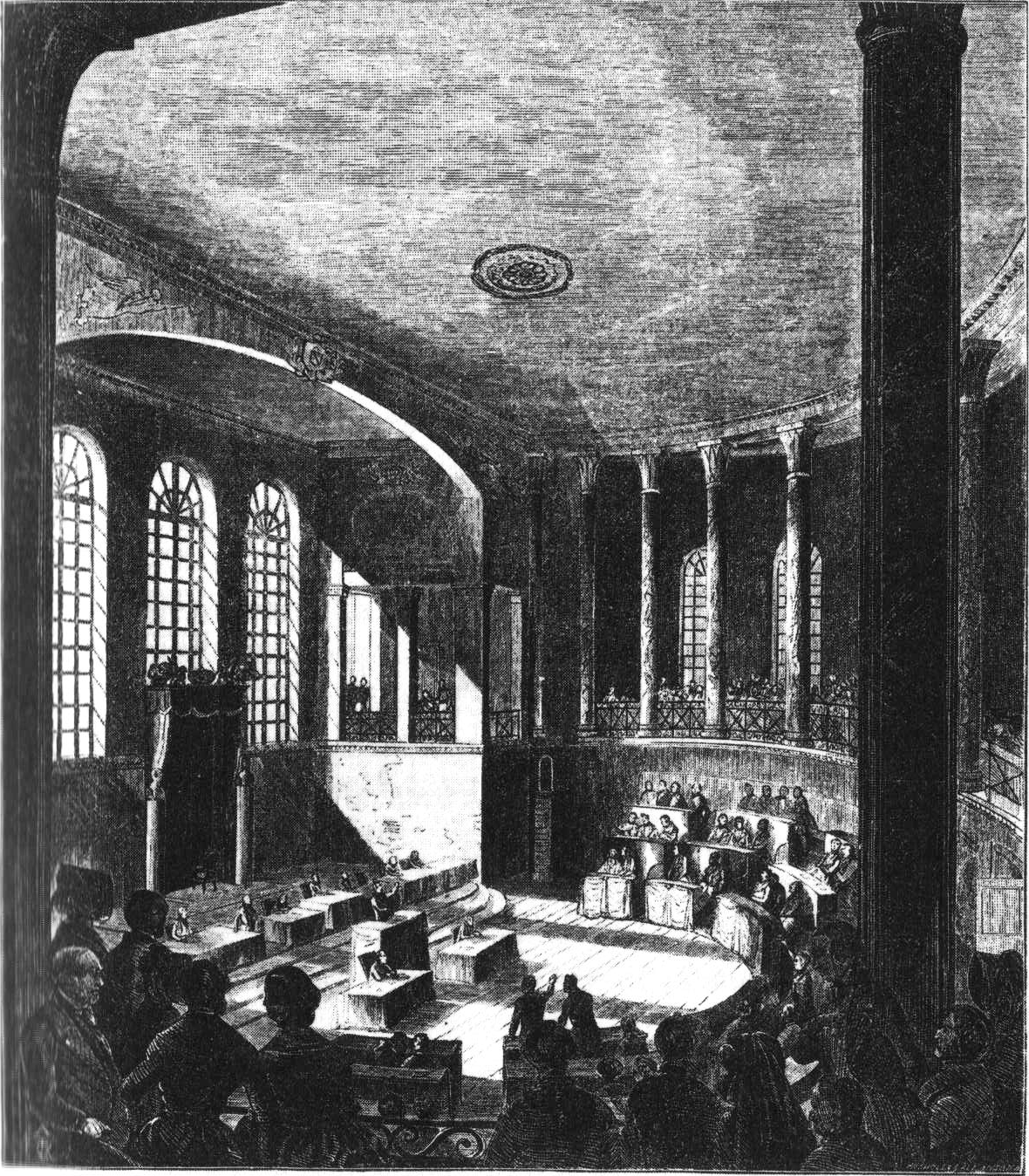
Zeitgenössische Darstellung einer Sitzung der Zweiten Kammer Badens im Jahr 1845, die etliche Zuschauerinnen im Publikum zeigt

Die Erfahrungen in der Zeit der Französischen Revolution führten dazu, dass die mittel- und süddeutschen Staaten auf Verfassungen basierende Parlamente einrichteten. Die Verhandlungen dieser meist als Zwei-Kammer-Systeme organisierten Parlamente fanden in der Regel öffentlich statt. In den Verfassungen war die Zulassung von Zuschauerinnen nicht geregelt. So musste dieses Thema in den folgenden Jahren ausgehandelt werden, was zu Kontroversen führte. 
Die Abgeordneten waren von Vorstellungen der Bipolarität natürlicher Geschlechtscharaktere geprägt, wonach Politik und Öffentlichkeit als männliche Bereiche galten, wogegen Frauen dem Privaten und dem häuslichen Raum zugeordnet waren. Zunächst forderten vor allem liberale Abgeordnete die Zulassung von Zuschauerinnen, wobei es ihnen nicht um eine dadurch geförderte Mündigkeit der Frauen ging. Vielmehr sollten Frauen eine gewisse patriotisch-liberale Bildung erhalten und so besser als Erzieherinnen vor allem der Söhne wirken können. Die Gegner des weiblichen Zuschauens argumentierten dagegen, dass die Zulassung von Zuschauerinnen ein erster Schritt hin zur Abschaffung der männlichen Führungsrolle in der Öffentlichkeit und der Familie wäre. Außerdem führten sie die Enge der Räumlichkeiten und die Schutzbedürftigkeit des „schwachen Geschlechts“ an.
Die Zweite Kammer Badens ließ 1820 als erstes Parlament Frauen im Publikum zu. Die Sitzungen waren sehr populär. Gerade aus dem beliebten Kurort Baden-Baden fuhren häufig Kurgäste, Männer und Frauen, ins nahegelegene Karlsruhe, um die Debatten mitzuerleben. Während das Großherzogtum Baden liberal agierte, wechselte im Königreich Bayern die gelebte Praxis immer wieder. Die zunächst großzügige Geschäftsordnung der Zweiten Kammer wurde 1825 auf Druck der bayerischen Regierung verschärft und insbesondere Frauen damit ausdrücklich als Zuschauerinnen ausgeschlossen. Nachdem die Opposition an die Macht gekommen war, wurde 1831 das Verbot wieder aufgehoben. Im Großherzogtum Hessen und im Königreich Württemberg schlossen jeweils beide Kammern (Württembergische Landstände) Frauen als Zuschauerinnen aus. Selbst prominente Liberale wie Ludwig Uhland und Albert Schott hatten sich gegen ihre Anwesenheit ausgesprochen.
Im Königreich Sachsen wurde erst 1831 ein aus zwei Kammern bestehendes Parlament eingeführt. Wiederholte Anträge von verschiedenen Abgeordneten, Frauen als Zuschauerinnen zuzulassen, scheiterten. 1844/45 setzte sich die Schriftstellerin Louise Otto über die mangelnde Erlaubnis hinweg und besuchte gemeinsam mit weiteren Frauen Debatten der Zweiten Kammer, was von den Kammermitgliedern nicht unterbunden wurde. Kurz darauf war ein Antrag auf Zulassung der Zuschauerinnen bei der Ersten Kammer erfolgreich. Erst 1875 akzeptierte die Zweite Kammer des Königreichs Württemberg als letztes deutsches Parlament Frauen als Zuschauerinnen.

## Zugang von Frauen zu Debatten in der Paulskirche

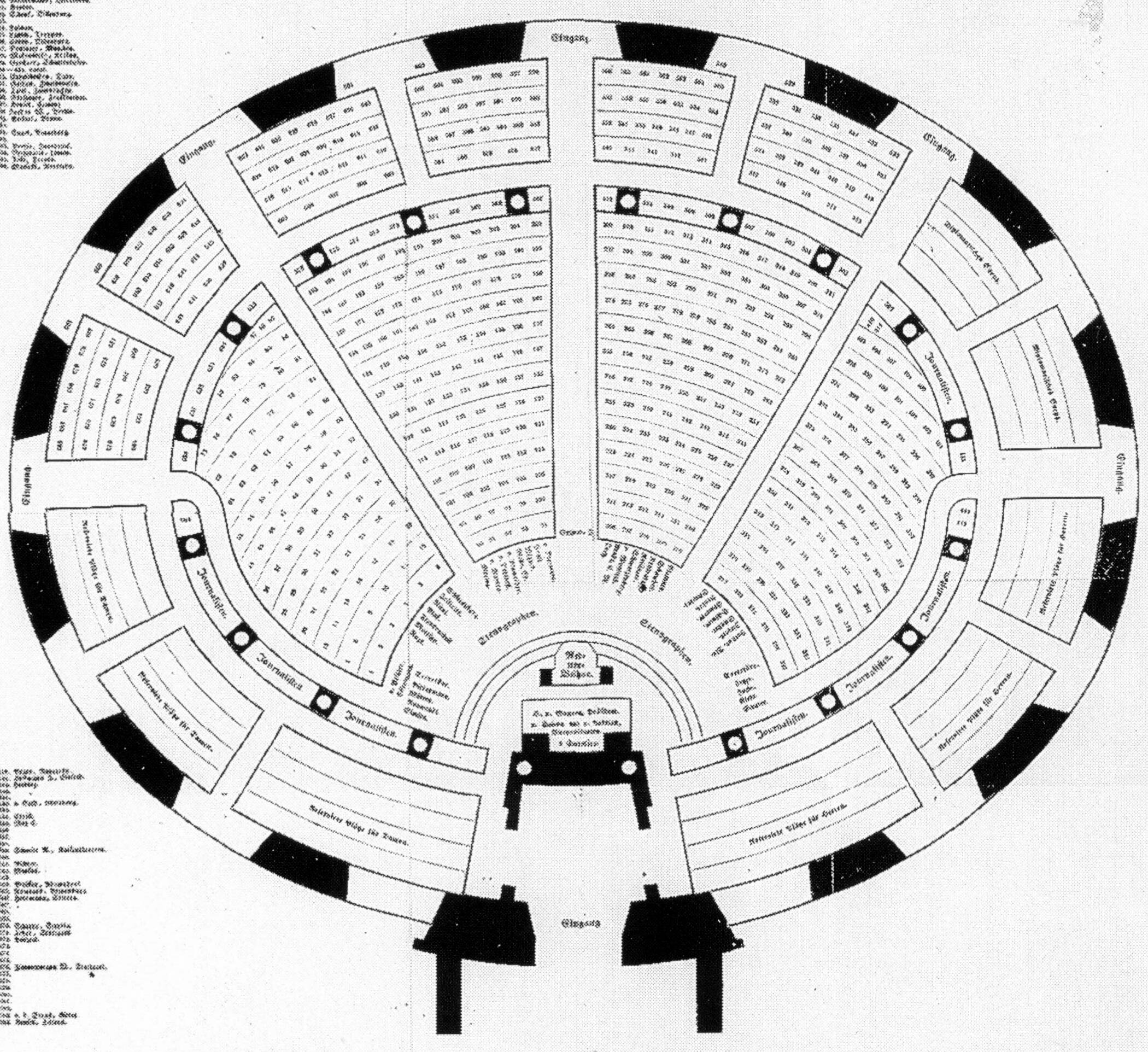
Zeitgenössischer Plan des Erdgeschosses der Paulskirche mit Damenloge links und Herren- und Diplomatenloge rechts vom Präsidenten. Die Journalistenbänke umschließen ringförmig die Plätze der Abgeordneten.

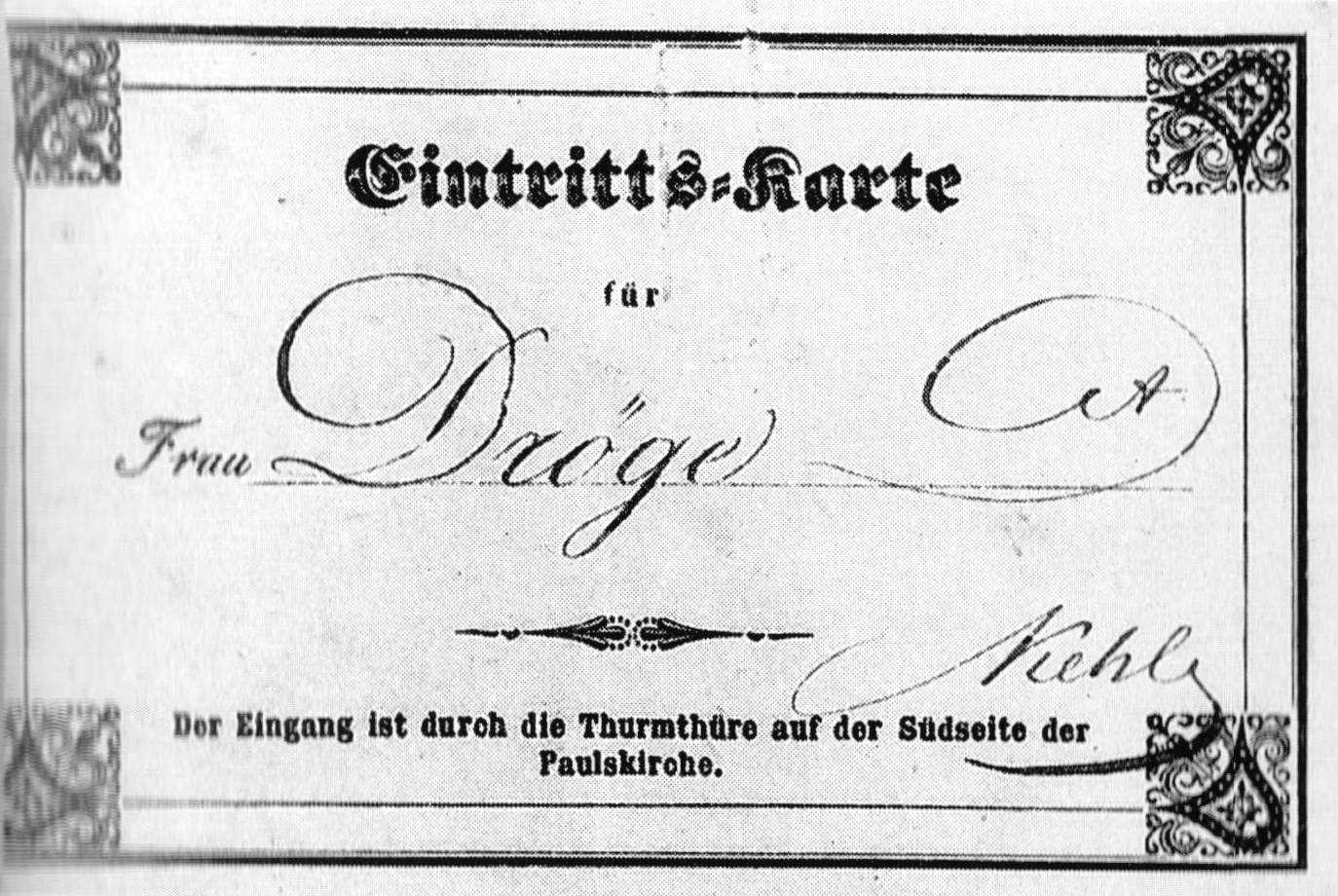
Eintrittskarte für Frau Dröge zur Damengalerie in der Frankfurter Nationalversammlung

Am 31. März 1848 trat in der Paulskirche in Frankfurt am Main das sogenannte Vorparlament, eine beratende Versammlung von liberalen und demokratischen Politikern, zusammen, das die Wahlen zur Nationalversammlung vorbereiten sollte. Während der vier Tage dauernden öffentlichen Debatte erhielten Frauen offiziell keinen Einlass. Am letzten Tag gelang es mehreren Frauen, darunter der Schriftstellerin Malwida von Meysenbug, der Frankfurter Bürgerin Clotilde Koch-Gontard und mehreren Ehefrauen von Abgeordneten, auf der Kanzel hinter schwarz-rot-goldenen Tüchern versteckt heimlich die Verhandlungen mitzuverfolgen.
Zu den Sitzungen der Nationalversammlung waren Frauen ab der ersten Sitzung am 18. Mai 1848 zugelassen. Ihnen standen mehrere Möglichkeiten offen. In der Paulskirche waren alle parlamentarischen Funktionen im Erdgeschoss der Rotunde untergebracht. Von den Rängen, auf denen Frauen als reguläre Zuschauerinnen einen Platz einnehmen durften, konnte das Geschehen wie im Theater verfolgt werden. Zusätzlich wurden mehrere separate Bankreihen als Sitzgelegenheiten auf der Höhe der Abgeordneten eingerichtet, Damengalerie oder -loge genannt. 
Zutritt zur Damengalerie, die 200 Plätze aufwies, hatten nur Frauen mit einer Eintrittskarte, die sie von einem Abgeordneten erhalten hatten. Die Abgeordneten wiederum erhielten die Karten im Sekretariat der Nationalversammlung. Etwas später richtete die Versammlung noch zusätzliche Plätze ein, die sich erhöht neben der von einem Germania-Gemälde verdeckten Orgel befanden und unabhängig vom Geschlecht vergeben wurden.
Einen etwas anderen Zugang zum Parlament hatte dagegen die damals 23-jährige Claire von Glümer. Sie assistierte ihrem Vater, einem politischen Journalisten, ein halbes Jahr bei der Parlamentsberichterstattung für die Magdeburger Zeitung. Dabei saß sie mit und ohne ihn auf den Journalistenbänken, die die Abgeordnetenplätze ringförmig einfassten.
Gelegentlich wurde die „parlamentarische Ordnung der Geschlechter“ auch durchbrochen. So setzten sich am 12. Juli 1848, während der Einführung des Reichsverwesers, „Hunderte von Damen“ auf von Abgeordneten frei gelassene Plätze. Die ganze Versammlung hätte daraufhin, so berichtete ein Abgeordneter „sehr gemischt und heiter und keineswegs feierlich ausgesehen“. Die Sängerin Wilhelmine Schröder-Devrient nahm sich bei ihrem Besuch am 28. März 1849, dem Tag der Kaiserwahl, die Freiheit, einen Platz auf den Journalistenbänken (neben Claire von Glümer) einzunehmen.
Es gibt keine Quellen dazu, wie es zur allgemeinen Zulassung von Zuschauerinnen und der Einrichtung der Damengalerie kam. Der Historiker Henning Türk verweist auf die etablierte Praxis in den Landesparlamenten und die allgemeine revolutionäre Stimmung. Zudem sei es zu dieser Zeit üblich gewesen, dass Frauen an Versammlungen und Kämpfen des Vormärz, an Fahnenweihen, an karitativen Veranstaltungen oder Gerichtsverhandlungen teilnahmen. In dieser Situation wäre es anachronistisch gewesen, sie als Zuschauerinnen im Paulskirchenparlament auszuschließen. Neuere Forschungen hätten außerdem gezeigt, dass für das Paulskirchenparlament das Publikum symbolisch für die Nation des zu gründenden Staates stand. Die Redner sprachen – anders als in den Ständekammern – nicht mehr zum Präsidenten, sondern zu den Abgeordneten und dem Publikum. Frauen waren Teil der deutschen Nation. Durch ihre Teilnahme legitimierten sie die Arbeit der Abgeordneten.

## Besucherinnen der Damengalerie

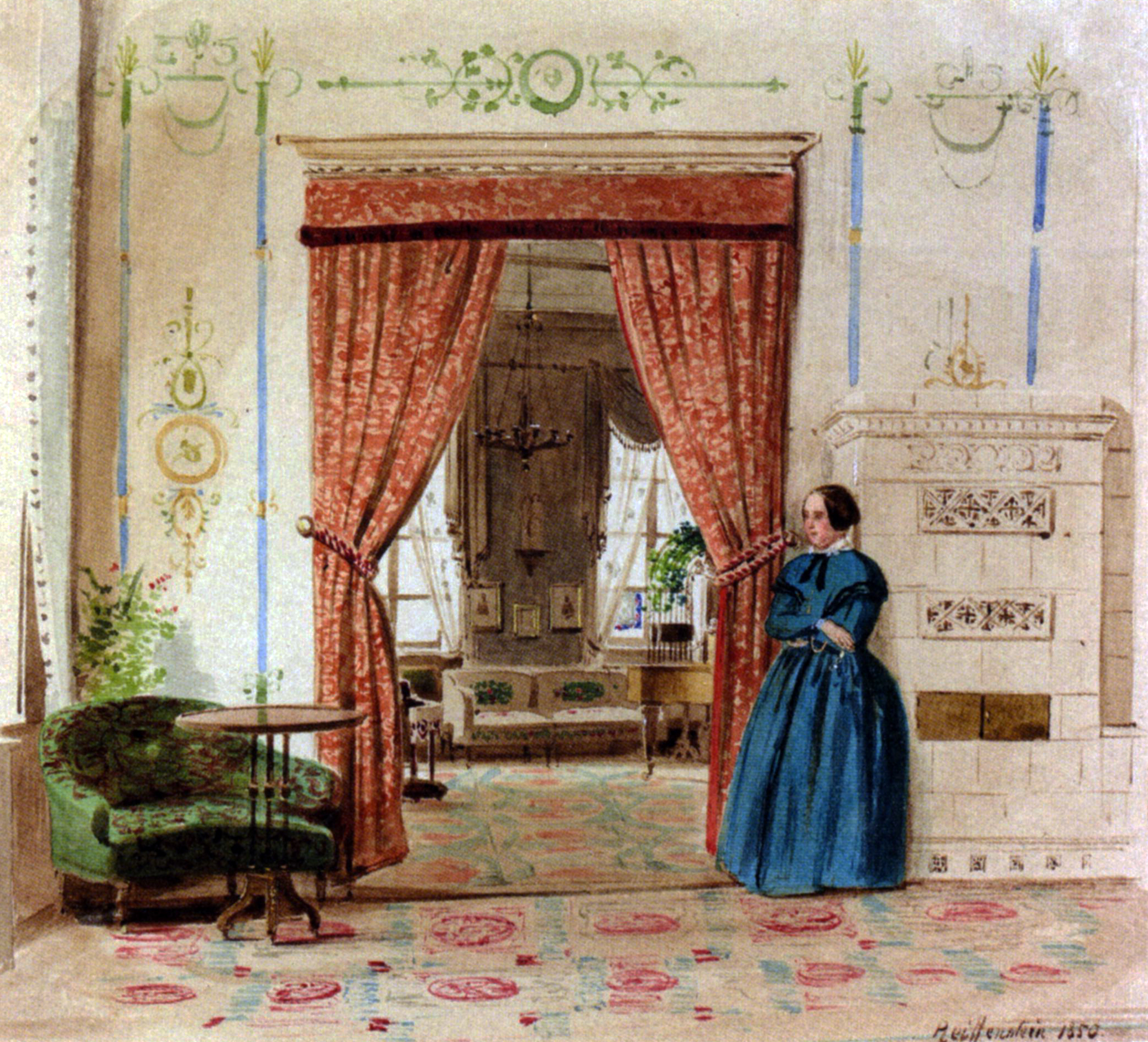
Clotilde Koch-Gontard im Salon des Koch’schen Stadthauses

Verschiedenste Quellen berichten, dass die Damengalerie meist überfüllt war. Viele Frauen waren von den Parlamentsverhandlungen fasziniert und besuchten sie regelmäßig. Etliche Besucherinnen berichteten, dass die Reden sie derart fesselten, dass sie stundenlang ihre Plätze nicht verließen und erst abends dazu kamen, etwas zu essen.
Allein aus sozio-ökonomischen Gründen gehörten zu den Besucherinnen vor allem Frauen des Bürgertums wie auch aus dem Bereich der Kunst. Koch-Gontard, die einen politischen Salon ausrichtete, in dem mit Ausnahme der radikalen Linken Abgeordnete aller Gruppierungen des Parlaments verkehrten, veranlasste Serafine Jordan und Josefine Buhl, beides Ehefrauen von Abgeordneten, die Sitzungen regelmäßig zu besuchen. Weitere Besucherinnen, deren Eindrücke und Einstellungen sich in ihren Tagebüchern und Briefen nachvollziehen lassen, waren die Abgeordnetenehefrauen und ‑töchter Anna Claussen, Corradine Dröge, Amadore Freudentheil, Emilie Madai, Julie Pagenstecher, Emilie Uhland, Hermine Wurm und Louise Zimmermann.
Einige Besucherinnen, aber nicht alle, äußerten – zumindest im privaten Kreis – engagierte und selbstbewusste politische Ansichten. Dabei zeigten sich die Frauen frustriert von der Lücke zwischen ihrer erfolgten Politisierung und den geringen politischen Mitspracherechten. So schrieb Koch-Gontard in einem Brief 1848 an ihre Freundin Josefine Buhl: „Ich habe es in den letzten Zeiten recht schmerzlich empfunden, nur eine Frau sein zu müssen, die das Zusehen hat, und doch mit Gefühl und Tatkraft im Leben begabt ist.“
Die Damengalerie befand sich auf der vom Präsidenten aus gesehen linken Seite, die Frauen saßen also in der Nähe der politisch linken Abgeordneten. Den dort sitzenden Zuschauerinnen wurde daher von Kommentatoren oft zugeschrieben, überwiegend für die linken Abgeordneten zu schwärmen. Einige Besucherinnen, darunter Schröder-Devrient und die Schriftstellerin Fanny Lewald, die vier Monate in Frankfurt am Main verbrachte, waren durchaus links eingestellt. Trotzdem schwärmten sie keineswegs für die Abgeordneten. Andere wie Koch-Gontard oder Buhl präferierten entschieden andere politische Richtungen.

## Zeitgenössische Rezeption
Obwohl sie Frauen als Zuschauerinnen zugelassen hatten, scheinen die meisten Paulskirchenabgeordneten dennoch von getrennten Sphären von Männern und Frauen in der Politik ausgegangen zu sein. Diesen Schluss zog der Historiker Richard Höter aus Abgeordneten-Einträgen in Koch-Gontards Stammbuch, wobei er auf die häufigen Bezüge auf die Antike mit ihren tradierten Mechanismen der Zuweisung von Geschlechterrollen verwies.
In der Öffentlichkeit kamen nur männliche Meinungen in den Blick, sei es durch Zeitungen, Karikaturen oder publizierte Darstellungen über die Arbeit der Nationalversammlung. Die Zuschauerinnen in den Landtagen waren nach ihrer Zulassung nicht weiter öffentlich kommentiert worden. Bei den Zuschauerinnen der Frankfurter Nationalversammlung war das anders. Es gibt zahlreiche zeitgenössische Karikaturen, die Zuschauerinnen in der Paulskirche darstellen. Laut Henning Türk folgen diese meist zentralen Darstellungsmustern, die typische männlich-bürgerliche Erwartungen an die Frauen widerspiegeln: Frauen, die sich nur für die Äußerlichkeiten der Abgeordneten interessierten und erotische Abenteuer anstrebten, Hausfrauen, die ihre Pflichten vernachlässigten, und Frauen als „schwaches Geschlecht“. Dabei wandten Autoren und Karikaturisten aller politischer Richtungen, auch von links, diese Muster an.
Ein konservativer Abgeordneter gestand den Zuschauerinnen in seinem Bericht nur Interesse an Äußerlichkeiten zu:

„Die Karten zur Damentribüne [...] erlangten fast größere Gunst als die österreichischen und preußischen Staatspapiere [...] und die Modehandlungen verspürten merklich besseren Abgang von bunten Halsschleifen und knapp anschmiegenden Corsetten, denn keine Schöne in Frankfurt ist undankbar, und will sich nur eine Gelegenheit zeigen, so zahlt sie öffentlich im Festgeschmeide mit zärtlicher Aufmerksamkeit auf die Rede und das Gesicht des Wohlthäters.“

Ein anderes Beispiel, diesmal von linker Seite, ist eine Karikatur, die Felix von Lichnowsky als Schoßhund der Damen auf der Galerie zeigt und ihn so lächerlich macht. Die Forderung des Aufsehers, den Hund zu entfernen, beantworten die Frauen mit der Bitte, den Schoßhund behalten zu dürfen. Die Botschaft der Karikatur ist, dass es den Zuschauerinnen und Lichnowsky um profane Dinge wie Liebschaften, ums Sehen und Gesehenwerden geht, anstatt um Deutschlands Ruhm und Größe, so der Historiker Henning Türk. Tatsächlich hatten die abgebildeten Frauen in der Realität zu keinem Zeitpunkt Interesse an Lichnowsky gezeigt.
Das Stereotyp der Hausfrau, die ihre Familie und Pflichten vernachlässigt, wurde am schärfsten von Linken vorgebracht. Ein Beispiel ist eine Karikatur in der Münchner Satirezeitschrift Fliegende Blätter von 1848, die eine hungrige Familie und eine spät aus der Paulskirche zurückkehrende Ehefrau und Mutter zeigt. Der Familienvater fragt, warum es jetzt immer so spät Essen gebe. „Geistige Nahrung geht vor“, erwidert die Frau. Auf die nächste Frage des Mannes antwortet sie, dass sie sich für „monarchisch-republikanische Anarchie auf breitester Grundlage“ einsetze, womit sie offenlegt, dass sie keinerlei politisches Verständnis hat und ihren Paulskirchenbesuchen wohl trivialere Gründe als echtes politisches Interesse zugrunde liegen.
Eine weitere Karikatur aus den Fliegenden Blättern verwendet das Stereotyp der Frau als „schwaches Geschlecht“. Eine Parlamentszuschauerin liegt zu Hause erschöpft auf dem Sofa und kündigt eine notwendige Kur an, um sich vom Stress der Verhandlungen zu erholen. Die Anmerkung des Mannes, dass sie ihr starkes politisches Engagement künftig auch als Schutzwache in der Bürgerwehr zeigen könnte, verweist auf ein damals oft vorgebrachtes Argument gegen politische Rechte für Frauen. Carl Theodor Welcker hatte geschrieben: „Wer den Krieg zu beschließen das Recht haben will, der muß ihn auch zu führen im Stande sein.“ Die karikierte Frau ist schon vom Zuhören erschöpft, alle weiter gehenden Aufgaben würden ihre Kräfte übersteigen, so der Karikaturist.

Karikaturen über Zuschauerinnen in der Frankfurter Nationalversammlung
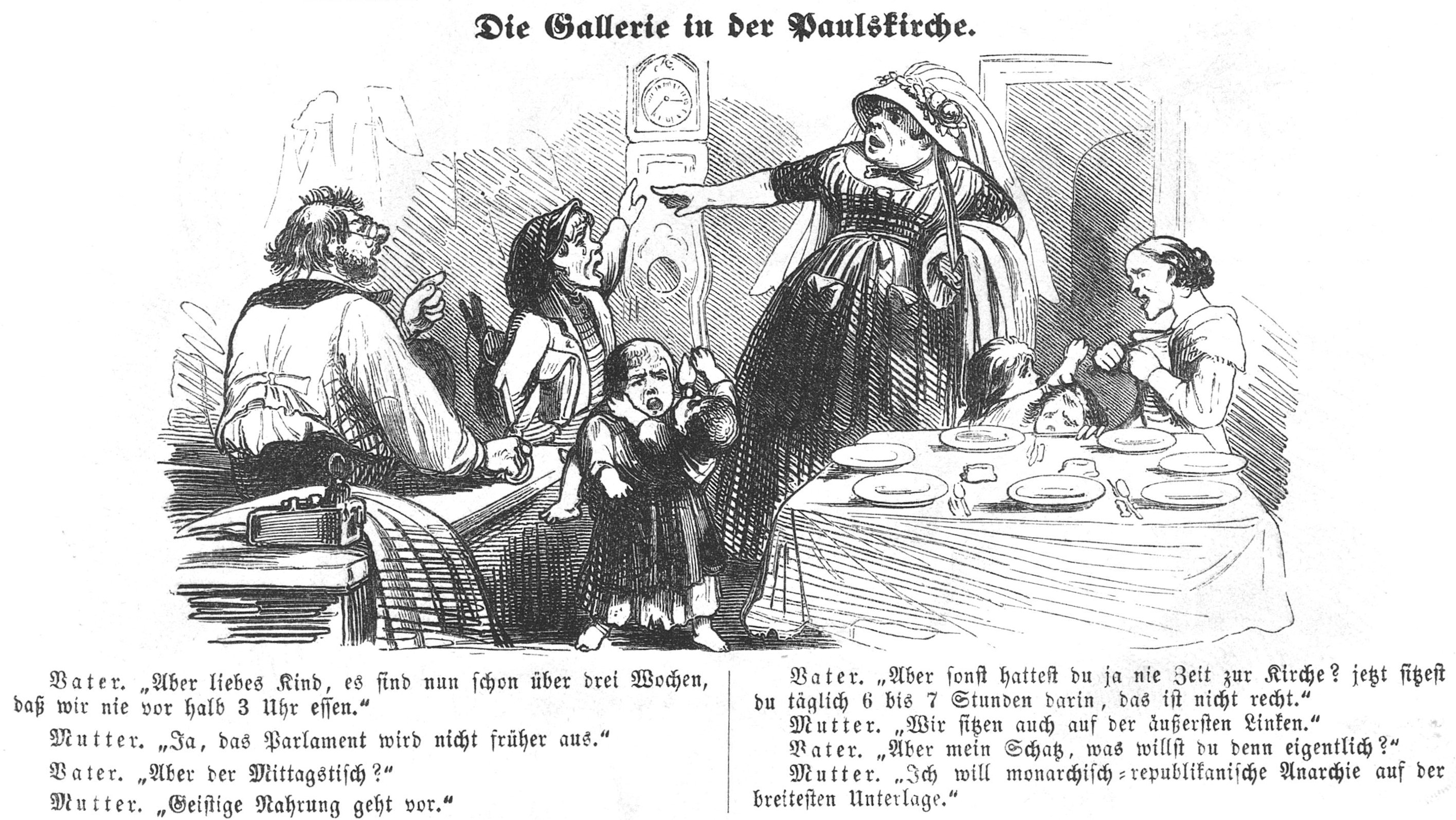
Die Gallerie in der Paulskirche, Karikatur, Fliegende Blätter 1848 (Heft 162)
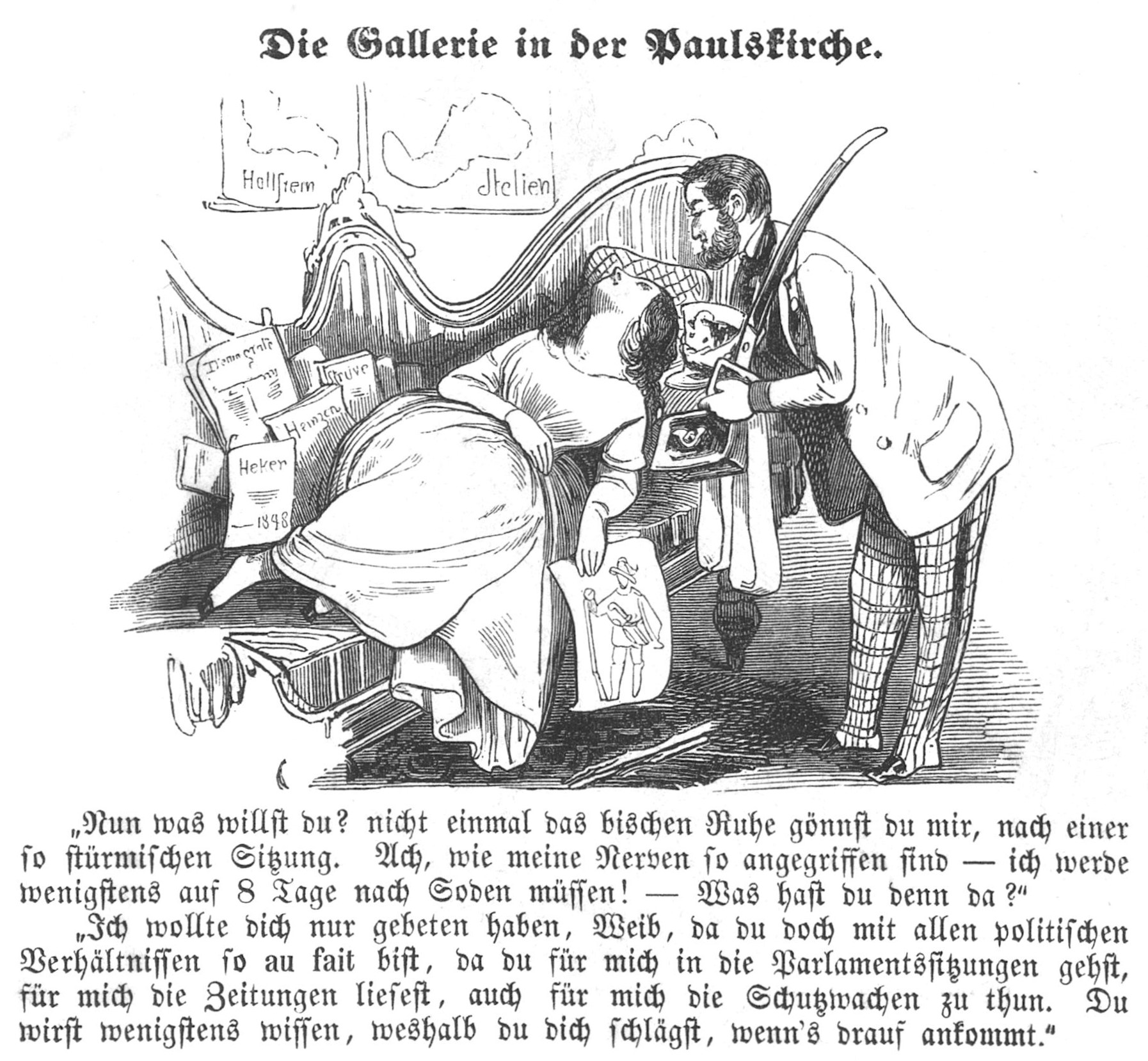
Die Gallerie in der Paulskirche, Karikatur, Fliegende Blätter 1848 (Heft 163)

Die oft gezeigte negative Meinung über an Politik interessierte Frauen, was sie durch Besuche der Nationalversammlung zeigten, führte im Fall der Henriette Zobel zu drastischen Konsequenzen. Sie wurde nach der Ermordung der Abgeordneten Felix von Lichnowsky und Hans von Auerswald am 18. September 1848 mit anderen verhaftet. Im Prozess wegen des Mordes an Lichnowsky wurde sie zur höchsten Strafe (16 Jahre Zuchthaus, später auf 15 Jahre verkürzt) verurteilt, obwohl sie mit ihrem Tatwerkzeug (einem Regenschirm) den Abgeordneten kaum ernsthaft verletzt haben konnte. Doch Zobel war dafür bekannt, die Nationalversammlung regelmäßig besucht zu haben. Im Prozess wurde sie als „Furie“ und „Megäre“ gebrandmarkt. Der das Urteil beeinflussende Vorwurf war, „Politik getrieben“ zu haben. An Zobel wurde wegen ihres politischen Interesses ein Exempel statuiert.
Trotz der negativen Begleiterscheinungen zog Louise Otto 1850 folgendes Fazit:

„Jetzt sind die Damen-Galerien überfüllt und man ist, Gott sei Dank! endlich so weit gekommen, die Pedanterie jener frühen Jahre [... ] höchst lächerlich und kindisch zu finden, was aber von vielen zugleich geschieht, kann nicht in solcher Weise verdächtigt werden.“

## Forschungsstand
Während die Zeitgenossen und Zeitgenossinnen ein lebhaftes Interesse an der Damengalerie und den Parlamentszuschauerinnen zeigten, wurden in der historischen Forschung die Zuschauertribünen der Paulskirche mit ihrer Damengalerie lange nicht beachtet. Der Schwerpunkt lag auf den Inhalten der Verhandlungen und den politischen Auseinandersetzungen der Fraktionen. Die Frauengeschichtsforschung ab den 1970er Jahren behandelte zunächst Frauen, die in den Revolutionen kämpfend mitwirkten oder die Revolution schreibend begleiteten, und wandte sich dann in den 1980er Jahren der Analyse der Protestformen von Frauen unter einem sozialgeschichtlichen Blickwinkel zu.  Dabei kam auch die Zulassung der Frauen als Zuschauerinnen in der deutschen Nationalversammlung unter dem Aspekt „Öffentlichkeit“ in den Blick.
Stanley Zucker untersuchte 1987 die Beteiligung der Ehefrauen der Abgeordneten in ihren Rollen als Salongastgeberinnen, Vereinsmitglieder oder Parlamentszuschauerinnen. Dabei interpretierte er eine von Louise Zimmermann erstellte Abschrift des Buchs Lebensbilder aus der Deutschen Nationalversammlung von Ludwig Schatte als von ihr selbst verfasst und bezeichnete diese als die ausführlichste weibliche Darstellung der Damengalerie. Diese Fehlzuschreibung wurde in der Literatur vielfach übernommen. Alexa Geisthövel analysierte 2002 die Briefe einer Abgeordnetenehefrau. Richard Höter hat bei seiner detaillierten Betrachtung des Publikums der Frankfurter Nationalversammlung das weibliche Zuschauen im Zusammenhang einer veränderten Parlamentskommunikation in den Blick genommen.
Henning Türk wiederum erarbeitete 2017, wie es zur Einrichtung der Damengalerie kam und welche Funktion sie für das Paulskirchenparlament hatte. Dazu untersuchte er die Selbstwahrnehmung der Zuschauerinnen anhand von Ego-Dokumenten und kontrastierte sie mit der Darstellung des weiblichen Publikums in zeitgenössischen Karikaturen, was er 2023 weiter vertiefte.